# 鳥居忠瞭
鳥居 忠瞭（とりい ただあきら）は、江戸時代中期の大名。下野壬生藩の第2代藩主。壬生藩鳥居家6代。

## 生涯
天和元年（1681年）、信濃高遠藩主・鳥居忠則の五男として生まれる。
下野壬生藩初代藩主である兄・忠英の実子がことごとく早世したため、宝永元年（1704年）5月18日に兄の養子となり、同年5月28日には江戸幕府第5代将軍・徳川綱吉に拝謁して、同年12月19日に叙任される。正徳6年（1716年）に兄が死去すると、その跡を継いで下野壬生藩第2代藩主となった。
享保20年（1735年）4月27日、壬生で死去、享年55。跡を長男の忠意が継いだ。

## 系譜
父母
- 鳥居忠則（実父）
- 神谷氏 ー 側室（実母）
- 鳥居忠英（養父）

正室
- 松平資俊の娘

側室
- 小西氏

子女
- 鳥居忠意（長男）生母は小西氏（側室）
- 大久保忠翰
- 鳥居忠亮（三男）
- 島津忠雅正室
- 島津久芳の養女
- 毛利高丘正室
- 娘